# Marek Wroński
Marek Wroński (ur. 3 stycznia 1951 w Radomiu) – polski lekarz, anestezjolog, naukowiec, wykładowca akademicki, doktor habilitowany nauk medycznych w zakresie medycyny, felietonista „Forum Akademickiego”.

## Życiorys
Studia lekarskie skończył w 1978 w Akademii Medycznej we Wrocławiu. Początkowo w latach 1979–1982 pracował jako asystent na Oddziale Anestezjologii i Reanimacji Wojewódzkiego Szpitala Zespolonego im. Babińskiego we Wrocławiu, a następnie do czerwca 1989 jako st. asystent Oddziału Neuroanestezjologii i Neuroreanimacji Szpitala im. Marciniaka we Wrocławiu. W latach 1989–2007 mieszkał w Nowym Jorku. Pracował tam w znanych placówkach medycznych, prowadzących badania naukowe i wdrażających nowoczesne metody terapii. W latach 2008–2013 pracował w Warszawskim Uniwersytecie Medycznym (WUM). W latach 2013–2022 profesor w PWSZ im. Prezydenta Stanisława Wojciechowskiego w Kaliszu (od 2020 Akademia Kaliska im. Prezydenta Stanisława Wojciechowskiego).
Doktoryzował się w Instytucie Medycyny Doświadczalnej i Klinicznej PAN w 1992 na podstawie rozprawy pt. Wyniki leczenia operacyjnego przerzutów raka płuca do mózgu (promotor: Zbigniew Czernicki). Habilitował się w 2012 na Uniwersytecie Medycznym w Łodzi na podstawie rozprawy Ocena wyników neurochirurgicznego leczenia przerzutów do mózgu z najczęściej spotykanych narządowych ognisk nowotworowych.
W latach 1989–1996 pracował jako asystent naukowy najpierw Kliniki Anestezjologii, a następnie Kliniki Neurochirurgii w Memorial Sloan-Kettering Cancer Center. Jego zespołowe prace naukowe z tego okresu dotyczyły wpływu leków anestezjologicznych na obrzęk mózgu oraz na pamięć pacjentów poddawanych znieczuleniu przy operacjach. Równocześnie samodzielnie badał przeżywalność pacjentów z przerzutami raka płuc do mózgu leczonych chirurgicznie w tej placówce w okresie poprzednich 15 lat i napisał na tej podstawie prscę doktorską. W następnych latach, wraz z innymi członkami zespołu, opracował i opublikował badania o leczeniu neurochirurgicznego pacjentów z przerzutami niedrobnokomórkowego raka płuc do mózgu oraz przeżywalności pacjentów po operacjach przerzutów do mózgu. Inne jego prace dotyczyły wyników leczenia operacyjnego przerzutów do mózgu z raka nerki, z mięsaków, z raka jelita grubego oraz z czerniaka złośliwego.
W 1996 podjął pracę w Szpitalu Uniwersyteckim Staten Island (SIUH) w Nowym Jorku. Prace opublikowane w tym okresie dotyczyły m.in. wyników leczenia operacyjnego i radiochirurgicznego guzów mózgu u kobiet będących przerzutami z raka piersi oraz leczenia radiochirurgicznego przerzutów do mózgu z raka nerki.
W tym czasie Wroński zainteresował się także historią medycyny, mechanizmami karier, w szczególności w Polsce w okresie stalinizmu, oraz zagadnieniem plagiatów w publikacjach naukowych. Zainteresował się postacią prof. Mariana Grzybowskiego, wybitnego przedwojennego dermatologa, który zginął w grudniu 1949 w więzieniu Ministerstwa Bezpieczeństwa Publicznego. W 2003 zebrał w Polsce materiały archiwalne oraz opublikował książkę Zagadka śmierci profesora Mariana Grzybowskiego, która otrzymała II nagrodę Klio za najlepszą książkę historyczną 2004.
Wieloletni felietonista „Forum Akademickiego”, gdzie w prowadzonej od 2001 stałej rubryce Z archiwum nieuczciwości naukowej opisuje przypadki plagiatów, patologii lub nierzetelności i nieuczciwości naukowej na polskich uczelniach wyższych. Prowadzi na ten temat wykłady i publikuje artykuły też w innych czasopismach.
W latach 2008–2013 piastował stanowisko pierwszego w Polsce uczelnianego rzecznika rzetelności naukowej na Warszawskim Uniwersytecie Medycznym (WUM). Został zawieszony w pełnieniu funkcji rzecznika dyscypliny naukowej uniwersytetu przez rektora prof. Marka Krawczyka w związku z zarzutem popełnienia autoplagiatu w rozprawie habilitacyjnej, jako że wykorzystał w niej wyniki prac opublikowanych równocześnie w Polsce i w Stanach Zjednoczonych. Artykuł na ten temat, pod prowokacyjnym tytułem, ukazał się w „Rzeczpospolitej” 17 lipca 2013. Wroński bronił się, twierdząc, że dwukrotna publikacja w różnych państwach własnych badań w latach 90. jeszcze była akceptowalna – ze względu na brak powszechnego dostępu do Internetu oraz trudny dostęp do czołowych zagranicznych czasopism medycznych. Wyniki tych publikacji były istotne dla wyboru metody leczenia u pacjentów z przerzutami do mózgu: resekcja guza czy radioterapia, a przez to wpływ na przeżycie. Jego zdaniem źródłem tej krytyki jest natomiast brak sympatii, jakim się cieszy w środowisku naukowym, ze względu na zaangażowanie w ściganie plagiatów. Wniósł do sądu sprawę o zniesławienie, którą wygrał, a „Rzeczpospolita” zamieściła na swoich łamach oficjalne przeproszenie.
Był członkiem Zespołu ds. Dobrych Praktyk w Nauce przy Ministerstwie Nauki i Szkolnictwa Wyższego w latach 2011–2014 oraz członkiem Komitetu Etyki w Nauce PAN w kadencji 2019–2022.